# Commission Webster
La commission Webster est un organisme du Federal Bureau of Investigation. Elle tient son nom de William H. Webster, ancien directeur du FBI qui la dirige. 

## Historique
La commission Webster trouve ses origines dans les émeutes de 1992 à Los Angeles. À l'époque, elle étudie pourquoi le FBI n'a pas réussi à endiguer les émeutes rapidement et sans heurts. Le rapport reste confidentiel pendant 20 ans et devient public le premier août 2012.
Elle devient ensuite partie intégrante de l'antiterrorisme aux Etats-Unis, proposant des recommandations pour améliorer l'efficacité du FBI. Elle travaille pour cela en partenariat étroit avec la commission d'évaluation des programmes de sécurité du FBI.